# Allium samothracicum
Allium samothracicum là một loài thực vật có hoa trong họ Amaryllidaceae. Loài này được Tzanoud., Strid & Kit Tan mô tả khoa học đầu tiên năm 2000.